# 三溴碘甲烷
三溴碘甲烷是一种有机化合物，化学式为CBr3I，它可由四溴化碳和碘化钠在丙酮中反应得到，产率30%，反应的其余产物为溴代的丙酮以及痕量的溴三碘甲烷。硝基三溴甲烷和少量碘化钾的反应也会生成三溴碘甲烷。它可用于在有机物中引入三溴甲基。